# Tribrachidium
Tribrachidum heraldicum ist ein dreistrahlig (triradial) symmetrisches Fossil des ausgehenden Ediacariums. Es ist der am besten bekannte Vertreter des ausgestorbenen Stammes der Trilobozoa.

## Etymologie
Die Bezeichnung Tribrachidium („kleiner Dreiarmer“) ist eine Wortschöpfung, die sich aus dem altgriechischen τρία (tria) = „drei“, βραχίων (brachion) = „Arm, Unterarm“ und dem lateinischen diminutiven Suffix –idium zusammensetzt. Der Artname heraldicum bezieht sich auf die Ähnlichkeit des Fossils mit dem wohlbekannten heraldischen Symbol der Triskele, wie es beispielsweise im Wappen der Isle of Man verwendet wird.

## Entdeckung und Erstbeschreibung
Tribrachidium wurde im Ediacara Member des Rawnsley Quartzite in der Flinderskette Südaustraliens entdeckt und 1966 erstmals von dem australischen Geologen und Paläontologen Martin Glaessner beschrieben.

## Vorkommen
Weitere Vorkommen von Tribrachidium sind die Mogilev-Formation am Dnister in Podolien (Ukraine) sowie die Verkhovka-Formation, die Zimnegory-Formation und die Yorga-Formation am Weißen Meer in der russischen Oblast Archangelsk.

## Beschreibung
Tribrachidium heraldicum wird meist als Negativabdruck (Abguss) auf der Unterseite von Sandsteinbänken erhalten, kommt aber gelegentlich auch als Positiv (Model) vor. Außerdem erfolgte umgekehrte Einbettung durch Umkippen des Organismus, was bei anderen Fossilien der Ediacara-Biota sehr selten der Fall ist. Auch seitwärtige Verlagerungen sind bekannt, die Fossilien mit charakteristischen, konzentrischen Ringen erzeugten.
Das kreisförmige oder nahezu kreisförmige Fossil, dessen Durchmesser von 3 bis 50 Millimeter variieren kann (gewöhnlich 20 bis 30 Millimeter), besitzt eine dreilappige Gestalt mit geradlinigen oder kleeblattähnlichen Rändern. Der Zentralteil trägt drei Rücken bzw. miteinander verhakte, spiralförmige, bis zu 90° im Uhrzeigersinn zurückgedrehte „Arme“. Die flachen Scheiben werden nur selten mehr als 2 Millimeter dick. Die Oberfläche des Fossils wird von zahlreichen radialstrahligen Furchen durchzogen, die bei größeren Individuen die gesamte Oberfläche überziehen, jedoch bei kleineren nur ab der Rückbiegung der Arme bis zum Rand hin auftreten. Größere Individuen (Durchmesser > 15 Millimeter) besitzen einen mit Tentakeln bewehrten Saum, der bei kleineren, geradlinig begrenzten Formen nicht vorkommt. Auf jeder Armbiegung sitzt eine konvexe Erhebung (Bulla), die von Jenkins (1992) als Gonade bzw. Fortpflanzungsorgan interpretiert wurde.

## Rekonstruktion und verwandtschaftliche Stellung

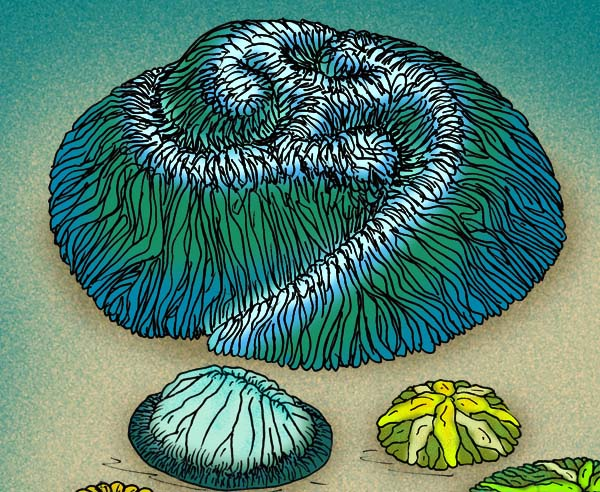
Rekonstruktion von Tribrachidium heraldicum

Tribrachidium wurde von Martin Glaessner ursprünglich als problematisches Taxon beschrieben, das sich durch seine triradiale Symmetrie von allen bekannten Tiergruppen unterschied. Eine oberflächliche Ähnlichkeit mit edrioasteroiden Stachelhäutern wurde von damaligen Bearbeitern aber dennoch ins Auge gefasst. Später wies Glaessner jedwede Affinität von Tribrachidium mit irgendwelchen rezenten Stämmen des Tierreichs entschieden zurück, wodurch dessen taxonomische Stellung vollkommen unklar blieb. Trotzdem wurde eine Verwandtschaft mit Stachelhäutern, Schwämmen und Nesseltieren weiterhin in Erwägung gezogen.
Die erkennbaren Strukturen auf den nur schlecht erhaltenen australischen Fossilien wurden entweder als Tentakeln, als eigentümliche Arme oder als Y-förmige Mundöffnung gedeutet, die letztere Hypothese wurde jedoch wieder fallen gelassen. Der Fortbewegungsmechanismus von Tribrachidium ist ebenfalls unbekannt.
Die Entdeckung der eng verwandten Albumares und Anfesta sowie anderer, wesentlich besser erhaltener, russischer Fossilien, veranlassten Michail Alexandrowitsch Fedonkin das neue Taxon Trilobozoa – eine ausgestorbene Gruppe dreistrahlig-symmetrischer, den Hohltieren ähnlicher Organismen – aufzustellen. Die Trilobozoa bildeten anfangs nur eine Klasse innerhalb des Stamms der Coelenterata. Jedoch im Zuge der Aufteilung der Coelenterata in die beiden Stämme Nesseltiere (Cnidaria) und Rippenquallen (Ctenophora) wurden auch die Trilobozoa zu einem Stamm erhoben.
Fedonkin (1985) konnte zeigen, dass Tribrachidium der Abdruck der Oberseite eines Tierkörpers ist, der bestimmte Elemente seiner äußeren und inneren Anatomie detailliert. Die Radialfurchen des Fossils stammen von radialstrahligen Einschnitten auf der Oberfläche des lebenden Tieres, wohingegen die drei miteinander verhakten, spiralig gedrehten Armrücken im Zentralteil Abdrücke von Hohlräumen in dessen Körperinneren nachbilden.

## Habitat
Tribrachidium war ein benthisch lebender Weichkörperorganismus, der nicht dauernd, sondern nur vorübergehend mit seinem Substrat aus Mikrobenmatten verbunden war. Das Fossil war nicht gleichmäßig über den Meeresboden verteilt, sondern trat in Kohorten auf. Da es in sehr unterschiedlichen Faziesräumen angetroffen wird, kann es als anpassungsfähiger Generalist eingestuft werden.